# Осиновица (река)
Осиновица, Осиновская — река в России, протекает в Слободском районе Кировской области. Устье реки находится в 9,2 км по правому берегу реки Боровица. Длина реки составляет 11 км.
Исток реки в лесах близ границы с Республикой Коми в 20 км к северу от посёлка Сухоборка. Река течёт на юг, всё течение реки проходит по лесному массиву, единственный населённый пункт близ реки — небольшая деревня Осиновка (Озерницкое сельское поселение). Впадает в Боровицу у нежилой деревни Веселово в 10 км к северу от посёлка Сухоборка.

## Данные водного реестра
По данным государственного водного реестра России относится к Камскому бассейновому округу, водохозяйственный участок реки — Вятка от истока до города Киров, без реки Чепца, речной подбассейн реки — Вятка. Речной бассейн реки — Кама.
По данным геоинформационной системы водохозяйственного районирования территории РФ, подготовленной Федеральным агентством водных ресурсов:
- Код водного объекта в государственном водном реестре — 10010300212111100031877
- Код по гидрологической изученности (ГИ) — 111103187
- Код бассейна — 10.01.03.002
- Номер тома по ГИ — 11
- Выпуск по ГИ — 1